# Schwanenschloss

Schwanenschloss (1906)

Das Schwanenschloss (auch Schwanenschlösschen oder Schwan-Schlösschen, teilweise auch mit ẞ statt Doppel-S) war ein Restaurant, Klubhaus, Pionierhaus sowie Kinder- und Jugendfreizeitzentrum im Schwanenteichpark an der Parkstraße 5 in Zwickau. Es bestand von 1836 bis 1993. Im erhaltenen Kellergewölbe befindet sich die Quelle des Schwanenteichs.

## Geschichte

### 1836 bis 1945
Traugott Schubert eröffnete am 25. September 1836 das „Kaffeehaus ‚Schwanenschlösschen‘“ bzw. das „Ball- und Konzertetablissement ‚Schwanenschloss‘“. Das vom Architekten Emil Gutwasser entworfene Gebäude hatte eine Grundfläche von 25 mal 36 Metern und bestand oberirdisch aus drei Etagen plus Dach. Unterirdisch waren die drei Kellergeschosse auf die Quelle zum östlich gelegenen Schwanenteich (Großer Teich) gesetzt.

„Hinter dem großen Teiche liegt auf der Anhöhe des Hopfenberges die schon im J. 1369 angelegte und neuerdings bedeutend vergrößerte Commun-Ziegelei Nr. 853 [Ratsziegelei] nebst der dazu gehörigen Lehmgrube, und unweit derselben ist im vorigen Jahre [sic] unter dem Namen des Schwanenschlößchens eine elegante, im italienischen Geschmacke erbaute Restauration entstanden, von welcher man einer trefflichen [sic] Aussicht auf die Stadt genießt.“

Die erste Phase der Umgestaltung des heutigen Parks durch Eduard Petzold 1850–1853 bezog sich lediglich auf einen Teil des heutigen Parks: die Wiesen und Wege westlich und südlich des Schwanenteichs sowie den unmittelbaren Rundweg um die Wasserfläche. Auf dem entsprechenden „Plan von dem Schwanenfelde bei Zwickau“ (1850) gehen acht von zehn eingezeichneten Blickachsen vom Schwanenschloss aus.
Das Schwanenschloss war ein Ort des durchaus auch politischen Zusammenkommens. So gründete hier eine ungefähr hundertköpfige Bürgerversammlung am 6. April 1846 den Allgemeinen Turnverein für Zwickau. Im Zuge der Märzrevolution fand mindestens eine politische Kundgebung statt. Ende Mai 1862 wurde der Verein für Naturkunde gegründet. Im Rahmen des ersten Stiftungsfests des Arbeitervereins zogen am 9. Oktober 1864 etwa die Hälfte der 400 Mitglieder vom Badegarten zum Schwanenschloss. Wilhelm Liebknecht sprach am 9. Juni 1866 auf einer Arbeiterversammlung zum Programm der Sächsischen Volkspartei. Vom 22. September bis 3. Oktober 1883 fand eine Ausstellung von Gewerbeschulen des Regierungsbezirks statt, darunter drei aus Zwickau.

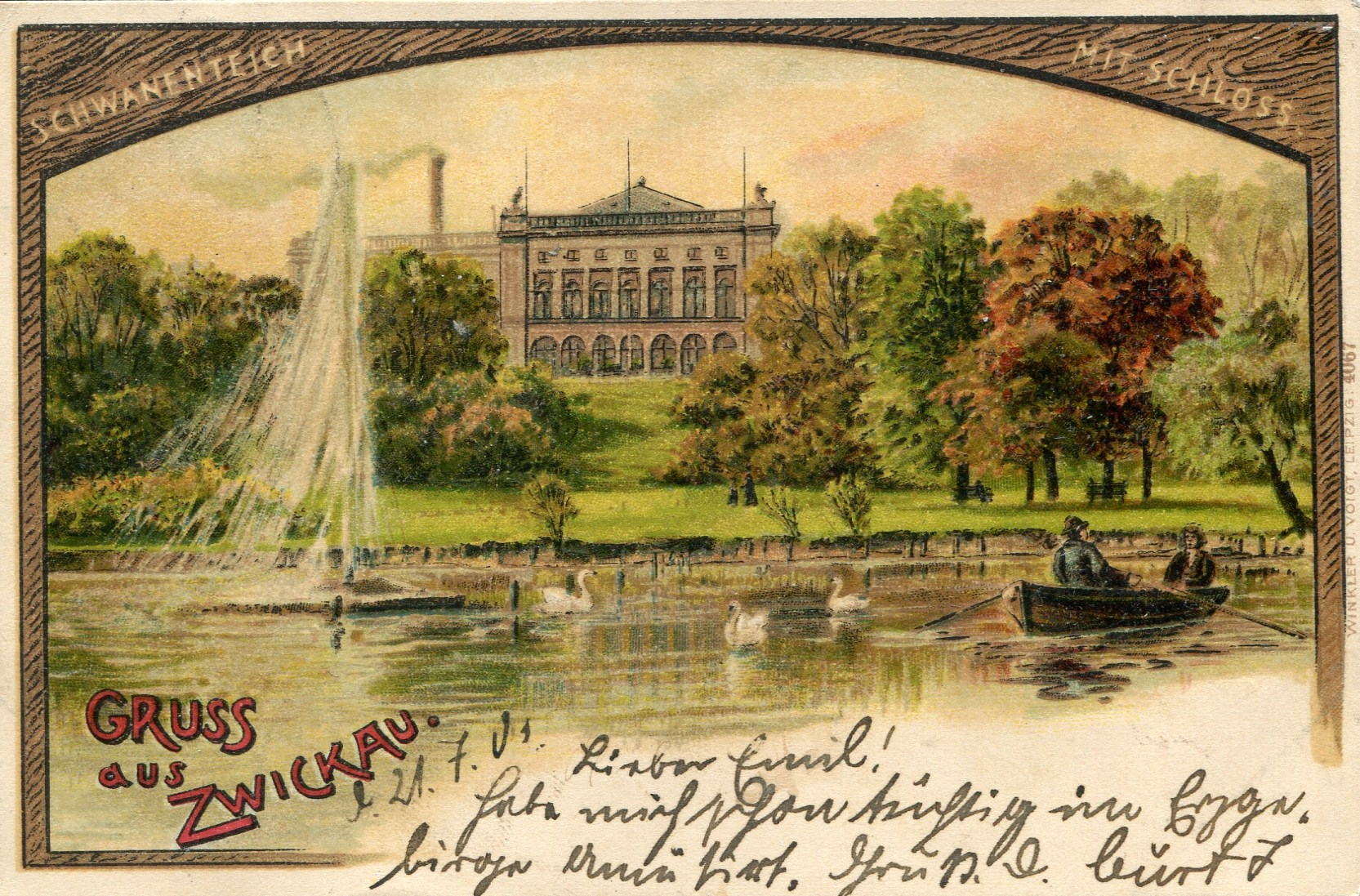
Schwanenschloss mit Fontäne und noch ohne Säulenkolonnade

Das Schloss wurde 1861 und 1886 teilweise vergrößert. 1902 bis 1903 wurde es erneut umgebaut: Dabei erhielt das Erdgeschoss eine Säulenkolonnade. Außerdem wurde der Saal vergrößert.
1891 ging eine einstrahlige Fontäne im Schwanenteich auf Höhe des Schwanenschlosses in Betrieb. 1938 gab es Planungen zu einer mehrstrahligen, die wohl aufgrund des Zweiten Weltkrieges nicht umgesetzt wurden. Erst zur 850-Jahr-Feier der Stadt 1968 wurde erstmals am heutigen, viel weiter nördlichen Standort eine solche eingeweiht.
Wie auch schon bei der Märzrevolution kam es im Zuge der Novemberrevolution am Ende des Ersten Weltkrieges zu mindestens einer politischen Kundgebung. Auf der gegenüberliegenden Straßenseite weihte der VfL 1905 Zwickau am 11. April 1920 den Sportpark ein. Im Zuge des sechsjährigen Weimarer Verfassungsjubiläums luden Spielmannszüge des demokratischen Reichsbanners am frühen Morgen des 16. August 1925 per Weckruf zu einem Morgenkonzert auf der „Schwanenschlossstraße“ und einer weiteren späteren Veranstaltung ein. Bei der angekündigten morgendlichen Veranstaltung gab es ein kleineres Handgemenge mit Rotfrontkämpfern. Beim 26. Sächsischen Landesposaunenfest Ende Juni 1927 war das Schwanenschloss hingegen neben Plätzen und Kirchen direkter Veranstaltungsort. Am 23. Oktober 1932 hielt die NSDAP mit Adolf Hitler eine Wahlveranstaltung für die Reichstagswahl im November auf dem Sportplatz ab. Diese fand im Rahmen des 4. Deutschlandflugs statt und zog 60 000 Menschen an, womit sie laut Verwaltungsbericht der Stadt Zwickau als bis dahin „größte politische Kundgebung“ einen lokalen Rekord aufstellte. Beim ersten offiziellen Fußballspiel nach dem Zweiten Weltkrieg am 19. August 1945 besiegte hier die SG Zwickau-Mitte die SG Zwickau-Nord 3:0 vor 1 000 Fans.

### 1946 bis 1993

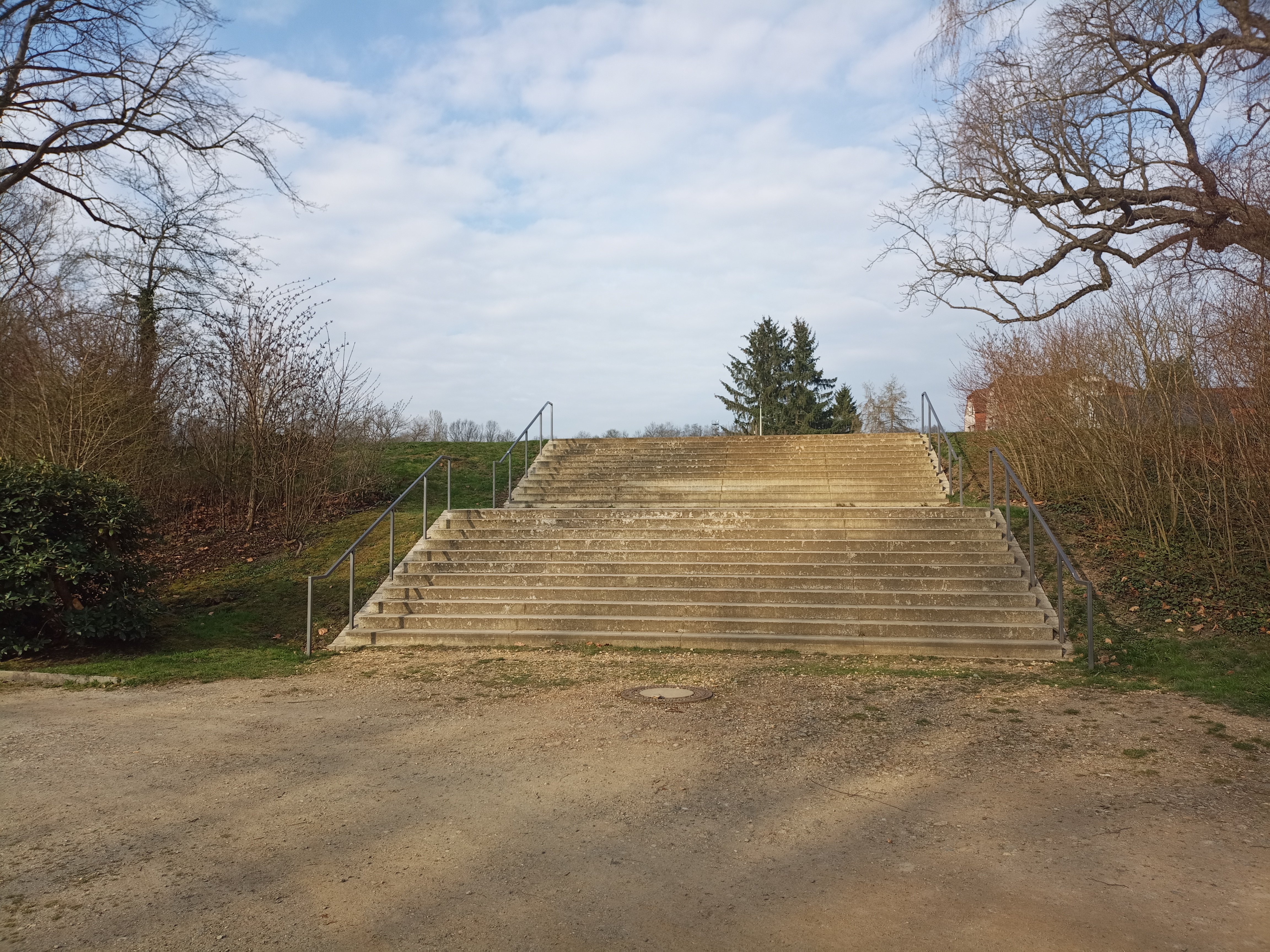
Freitreppe nach dem Wiederaufbau um 2020 (2025)

Das Gebäude war ab 1946 das Klubhaus „Grubenlampe“. Die Freitreppe zum Schwanenteich soll nach einer Quelle seit den 1930er Jahren existieren und (abgesehen vom Ab- und Wiederaufbau um 2020) als heute erhaltene „Wassertreppe“ auf das Jahr 1960 zurückgehen. Eine andere Quelle datiert die Errichtung in die 1950er-Jahre. Nach einer dritten Quelle wurde die Treppe in Vorbereitung auf die Ausstellung „Vom Erzeuger zum Verbraucher“ gebaut, welche vom 26. Juni bis 11. Juli 1947 geöffnet war. Eine weitere Veranstaltung in dieser Zeit war das Robert-Schumann-Fest vom 4. bis 8. Juni 1953, welches hier und an drei weiteren Stätten in Zwickau begangen wurde.
Ein Turm mit Porzellanglockenspiel und Travertinplatten-Verkleidung unterhalb der Freitreppe wurde am 7. Oktober 1962 eingeweiht. Der städtisch angestellte Architekt Christian Kühnel hatte diesen entworfen. Walter Becher, Direktor der Zwickauer Sanitas-Miederfabrik KG, hatte die 25 Meissener Porzellanglocken gestiftet. Ein Jahrzehnt später (1973) wurde der Turm abgebaut. Das Glockenspiel wurde im Städtischen Museum eingelagert. 2000 bis 2008 war es am Rathaus aufgebaut. Seit 2015 ist es auf dem Schumannplatz zu sehen und zu hören.

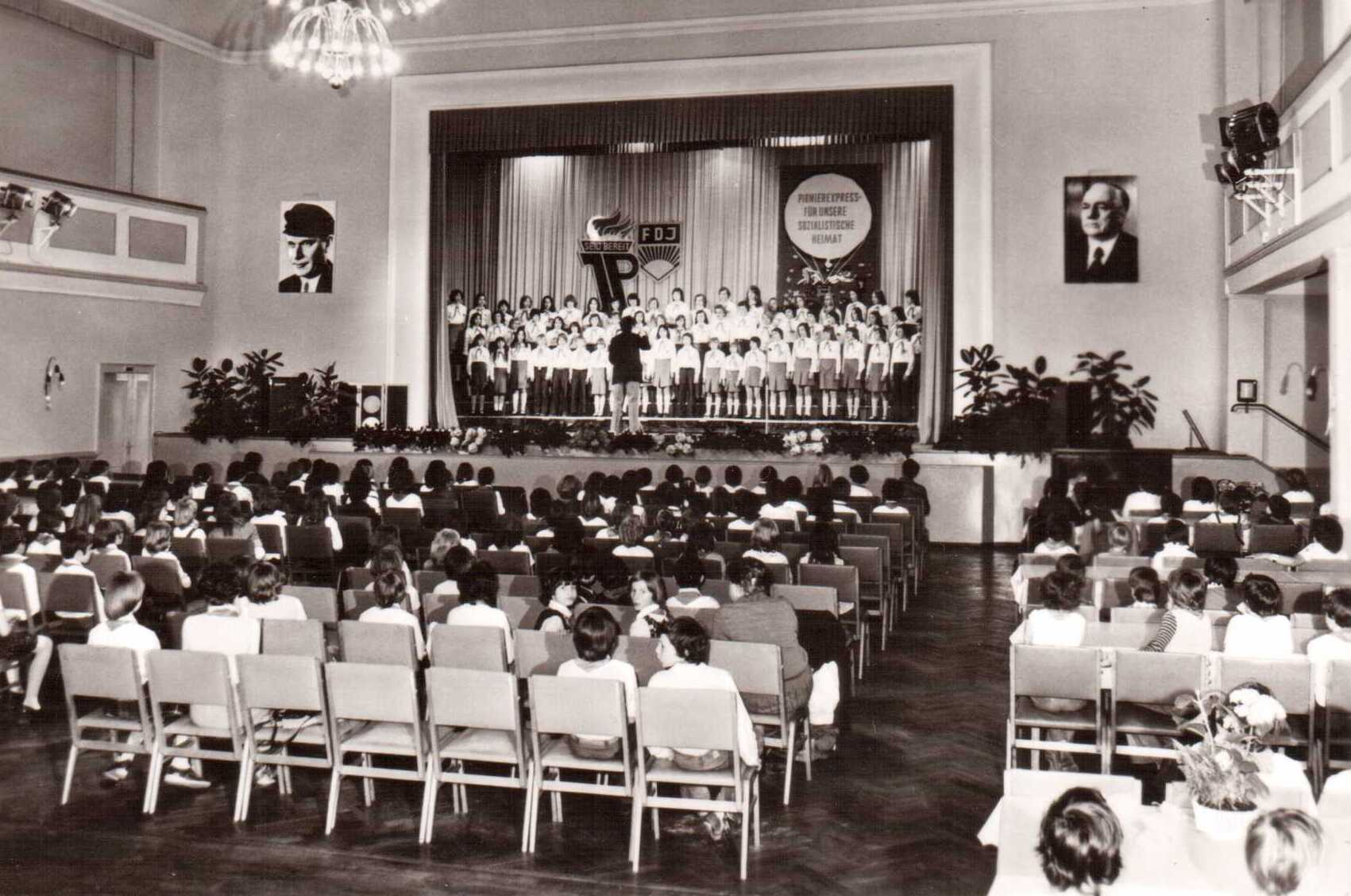
Pionierchor „August Bebel“ zwischen Porträts von Ernst Thälmann (links) und Wilhelm Pieck (rechts) im Pionierhaus „Wilhelm Pieck“ (1979)

Ab dem 3. Januar 1977 diente das Gebäude als Pionierhaus „Wilhelm Pieck“ der Pionierorganisation „Ernst Thälmann“. Auch nach dem Zusammenbruch der DDR wurde es vorübergehend als Kinder- und Jugendfreizeitzentrum weitergenutzt. 1992 verbot die zuständige Bauaufsichtsbehörde die Nutzung wegen akuter Einsturzgefahr. Im Juni 1993 wurde der oberirdische Teil des baufälligen Gebäude abgerissen. Der damalige Oberbürgermeister Rainer Eichhorn (CDU) zog schriftlich erinnernd Parallelen zum Ende des Lindenhofes in Marienthal.
Mit der Umnutzung zum Pionierhaus zog der Pionierchor „August Bebel“ von der Diesterwegschule hierher. Angesichts der veränderten politischen Rahmenbedingungen benannte er sich im Mai 1990 nach dem historischen Gebäudename „Schwanenschloss“ um. Er war aber schon im August 1992 wegen der Einsturzgefahr zum Umzug in das Freizeitzentrum Marienthal gezwungen. Seit 2012 ist der Chor dem Robert-Schumann-Konservatorium angegliedert. Den Namen des historisch gewordenen Gebäudes trägt er weiterhin.

„Beim letzten Konzert des Schwanenschlosschores im ‚Schwanenschloss‘ […] erging die Bitte, schnelle Bewegungen und Fußtrampeln zu unterlassen. Das Verlassen des Gebäudes erfolgte nur in kleine[n] Gruppen. Beim Hinausgehen konnte man sehen, dass die Risse im Treppenhaus schon so breit waren, dass man die Hand hineinstecken konnte.“

Der Hauptgrund für die Baufälligkeit war eine allmähliche, verhältnismäßig gleichmäßige Senkung des Geländes infolge des örtlichen Steinkohlebergbaus um mehrere Meter (je nach Quelle 4 m, 10,4 m oder gut 11 m). Die dadurch entstandenen Spannungen in der Bausubstanz wurden durch weitere Faktoren verschärft: Aufgrund der unterirdischen Schwanenteichquelle standen zwei der drei Kellergeschosse unter Wasser. LKW-Verkehr auf der Parkstraße führte zu regelmäßigen Erschütterungen. Außerdem waren durch den Saal vergrößernde Anbauten Wände zurückgebaut, die dann nicht mehr für Steifigkeit sorgen konnten. Die Außenwand soll unter diesen Bedingungen 40 cm aus dem Lot gestanden haben.

### Nach dem Abriss

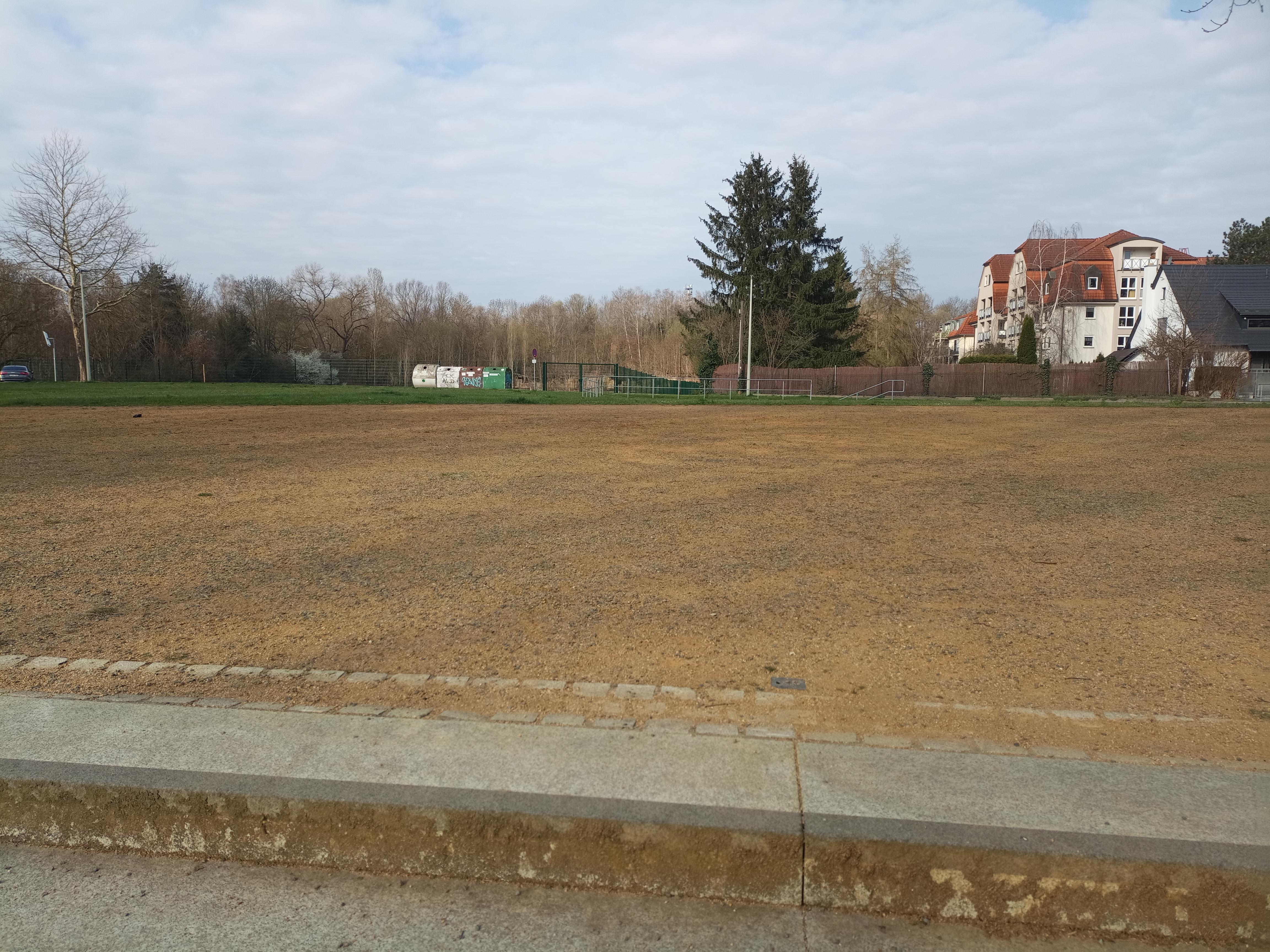
Nach der „Revitalisierung“. Das abwärtige Geländer im Hintergrund führt zum Kellergewölbe mit Quelle. (2025)

Über die Jahre wuchs das Gelände zu und war wegen der einsturzgefährdeten Kellerdecke auch abgesperrt. Mit 80 Prozent EFRE-Förderung wurde es ab 2019 saniert. Da das Gelände nicht befahren werden konnte, musste vom Rand aus mit Spezialtechnik gearbeitet werden. Außerdem sollte die Quelle nicht beschädigt werden. Zunächst wurden die Bäume gefällt. Ab Ende Juni 2020 wurde mit der eigentlichen Arbeit im Boden begonnen. Dabei wurden die Kellerdecken entfernt sowie Wände und Fundamente bis mindestens einen Meter Tiefe entfernt, teilweise wurde auch bis fünf Meter gegraben. Auf das Gewölbe wurden Stahlbetonplatten mit Wasserlöchern gesetzt. Das sonstige Volumen wurde neu verfüllt und es entstand oberhalb eine ebene Fläche. Dabei wurde auch die denkmalgeschützte Freitreppe abgebaut und möglichst originalgetreu wieder aufgebaut. Daneben entstand ein barrierefreier Weg, der die beiden Ebenen verbindet. Oberhalb befindet sich der Zugang zur Quelle nun hinter einer zweiflügeligen Metalltür. Zum Tag des offenen Denkmals 2022 wurde dieses gesicherte Kellergewölbe erstmals im Rahmen von Führungen gezeigt. Die Idee einer Glasabdeckung, von der aus die Quelle ständig sichtbar ist, war verworfen worden. Die gesamte „Revitalisierung“ sollte nicht nur der Verschönerung des Parks dienen, sondern sollte auch eine künftige Bebauung erleichtern:
Private Investitionsideen wie Gaststätte, Hotel, Seniorenheim oder Hochhaus („Schwanentower“) wurden bisher nicht weiterverfolgt. Die unterirdische Bebauung samt Quelle wird eher als Nachteil gesehen. Seitens der Stadt wurde eine Verkaufsabsicht formuliert, die bestimmte Nutzungen ausschließt:

„Die Stadt Zwickau verkauft das […] Grundstück zur Wiederbebauung, wobei die Kubatur des alten Schwanenschlosses nicht überschritten werden soll. Als potentielle Nutzung stellt sich die Stadt einen Ort der Kommunikation vor, dieser kann Gastronomie, Kultur und Kunst beinhalten und soll öffentlich zugänglich sein. Das Errichten von Wohnungen oder der Bau von Pflegeeinrichtungen sind nicht möglich. […]“